# Marek Mikołajczyk (historyk)
Marek Mikołajczyk – polski historyk, doktor habilitowany nauk humanistycznych, profesor nadzwyczajny Instytutu Historii Wydziału Historii Uniwersytetu im. Adama Mickiewicza w Poznaniu Wydziału Zarządzania i Ekonomii Wyższej Szkoły Komunikacji i Zarządzania w Poznaniu.

## Życiorys
26 czerwca 1996 obronił pracę doktorską Polityka Francji wobec ZSRR w latach 1944–1955, 5 marca 2012 habilitował się na podstawie pracy zatytułowanej Rola Francji w procesie integracji europejskiej w latach 1946–1958. Otrzymał nominację profesorską. Został zatrudniony na stanowisku adiunkta w Instytucie Historii na Wydziale Historii Uniwersytetu im. Adama Mickiewicza w Poznaniu.
Objął funkcję profesora nadzwyczajnego w Instytucie Historii na Wydziale Historii Uniwersytetu im. Adama Mickiewicza w Poznaniu, a także na Wydziale Zarządzania i Ekonomii w Wyższej Szkole Komunikacji i Zarządzania w Poznaniu.